# Церковь в Эскомбе
Приходская церковь в Эскомбе (англ. Escomb Church) — одна из старейших англосаксонских церквей в Англии, одна из лишь четырёх вполне сохранившихся церквей этой эпохи (наряду с церковью святого Лаврентия в Брадфорде-на-Эйвоне, Гринстедской и церковью Всех Святых в Бриксуорте). Объект культурного наследия Англии I класса.
Деревня Эскомб располагается в графстве Дарем в 11⁄2 миля (2,4 км) западнее города Бишоп-Окленд.

## История и архитектура

### Англосаксонский период
Церковь основана между 670 и 675 годами, когда эта территория относилась к Нортумбрии. Как обычно для англосаксонской архитектуры, стройматериалы взяты из римской крепости Виновия неподалёку: на северной стене можно видеть камень с надписью «LEG VI» (шестой легион), перевёрнутый кверху ногами. На щипце южного крыльца располагаются солнечные часы VII или начала VIII века и над ними англосаксонский рельеф головы животного.
Беда эту церковь не упоминает, из чего иногда делают вывод, что она не была построена прежде его смерти в 735 году, но этот аргумент слаб, потому что труды Беды не претендуют на полноту и перечисляют лишь церкви, связанные с описанием событий Церковной истории англов.
Внутри неф имеет в длину 43,5 фута (13 м), в ширину — 14,5 фута (4,4 м), в высоту — 23 фута (7,0 м), толщина стен — 2,3 фута (0,70 м). Абсида квадратная со стороной 10 футов (3,0 м), в неё ведёт арка пролётом 5,25 фута (1,6 м) и высотой 15 футов (4,6 м) от пола до вершины.
Пропорции нефа типичны для англосаксонской архитектуры: он высокий и узкий, алтарная часть, как обычно в Нортумбрии, прямоугольной формы вместо полуциркульной абсиды на юге. Стены возведены из крупных, грубо обтёсанных до более или менее прямоугольной формы камней, которые особенно велики в углах, достигая высоты в 2 фута (0,6 м) и длины 3—4 фута (0,9—1,2 м). Общий характер постройки соответствует ранней архитектуре Нортумбрии 650—800 годов.
Высокая и узкая алтарная арка является доминирующей чертой в интерьере. Она сильно напоминает римские постройки в Честере, являвшиеся составной частью Адрианова вала, что в дополнение к следам римских приёмов обработки камня подтверждает связь англосаксонской церкви с римскими стройматериалами. Формы арки по-римски просты и массивны, импосты украшены лишь фасками, клинчатые камни — совершенной геометрической формы с радиальными швами, в отличие от обычных в англосаксонской архитектуре арок из кирпича с менее упорядоченным рисунком швов. В ходе реставрации 1880 года в щипцах церкви обнаружены фрагменты резных каменных крестов Хексамского стиля, которые попали в кладку, вероятно, при предыдущих ремонтах и перестройках.

### Позднее
Неизвестно, когда были добавлены карнизы и ступенчатые щипцы на обеих оконечностях нефа. В XIII веке прорублены простые готические окна, в XIV веке добавлено южное крыльцо. В XIX веке устроено ещё несколько окон и новая дверь. Большинство маленьких, высоко расположенных окон — англосаксонские, общий облик церкви со времени постройки изменился весьма мало.

### Упадок и возрождение в Новое время
До XIX века организационно в Эскомбе была лишь дополнительная часовня прихода Бишоп-Окленда для тех, кому было слишком далеко до главной церкви, потому что деревня была очень маленькой: в 1183 году, согласно «Болденской книге» (аналог Книги Страшного суда в рамках Даремской епархии), в ней было 13 семей, в 1801 году — лишь 167 человек, но в 1837 году в Эскомбе открылась угольная шахта, в соседней деревне — железоделательный завод, и промышленная революция привела к росту населения. В 1848 году на вершине холма был построен дом для причта, и первым за много веков эскомбским священником стал преподобный Генри Аткинсон. Старая церковь вмещала только 65 человек, и деревня переросла её, в результате чего в 1863 году рядом с домом священника была возведена новая церковь святого Иоанна на 250 человек стоимостью £1100.
После строительства новой церкви англосаксонское здание быстро пришло в упадок, уже в 1867 году из-за прохудившейся крыши рухнул фальшпотолок, и церковь предлагалось снести. В 1875—80 годах Р. Дж. Джонсоном произведена реставрация стоимостью около £500. В октябре 1880 года завершение реставрации ознаменовал епископ Даремский Джозеф Лайтфут, совершив в старой церкви службу, но, поскольку в ней не было ни отопления, ни искусственного освещения, ею пользовались только летом. В конце XIX века на волне интереса к англосаксонскому наследию было решено брать с туристов небольшую плату, по 6 пенсов на текущие расходы. К 1904 году снова пришла в негодность крыша. В 1920-х прихожане собрали средства на восстановление, в конце которого 1 июня 1927 года епископ Даремский (Хэндли Моул) вновь совершил таинство евхаристии.
Первое известное предложение осветить церковь электричеством датируется 1940 годом, в 1944 году вновь было предложено устроить электрическое освещение и газовое отопление, но епископат сделать это не позволил. В 1950 году вопрос обсуждался вновь, и вновь был решён отрицательно.
В 1960 году, через год после назначения нового приходского священника, прп. Генри Ли, приход произвёл в церкви ремонт, и летние службы возобновились. Знаменитый архитектор сэр Альберт Ричардсон подготовил проект, который был одобрен в 1962 году приходом и епископатом. В его составе было электрическое освещение, газовое отопление, новый алтарь и прочее. National Churches Trust вложил £500.
К столетию «новой» церкви в 1963 году обследование показало, что она нуждается в ремонте на сумму £6500. Посещаемость служб к этому времени уже упала, и ремонтировать обе церкви сочли нецелесообразным. Старую предлагалось сохранить, а новую секуляризировать и разобрать. Преподобный Ли воспротивился этому решению, но в 1964 году он вышел на пенсию, постоянный викарий в Эскомбе был упразднён, приход перешёл в ведение окружного декана. В 1967—69 годах году англосаксонскую церковь вновь реставрировали, после чего вернули ей статус приходской, а церковь св. Иоанна снесли.